# قرن الكريمة
قرن الكريمة أو القرن الكريمي أو عيش القمع (بالإنجليزية: Cream horn)‏ هو معجنات مصنوعة من العجينة المنتفخة او الفطيرة القشارية [الإنجليزية] والقشدة المخفوقة. هناك أنواع أخرى مثل قرن كريمة المرينغ (Meringue Cream Horn)، وذَلك يعتمد على نوع الكريمة.

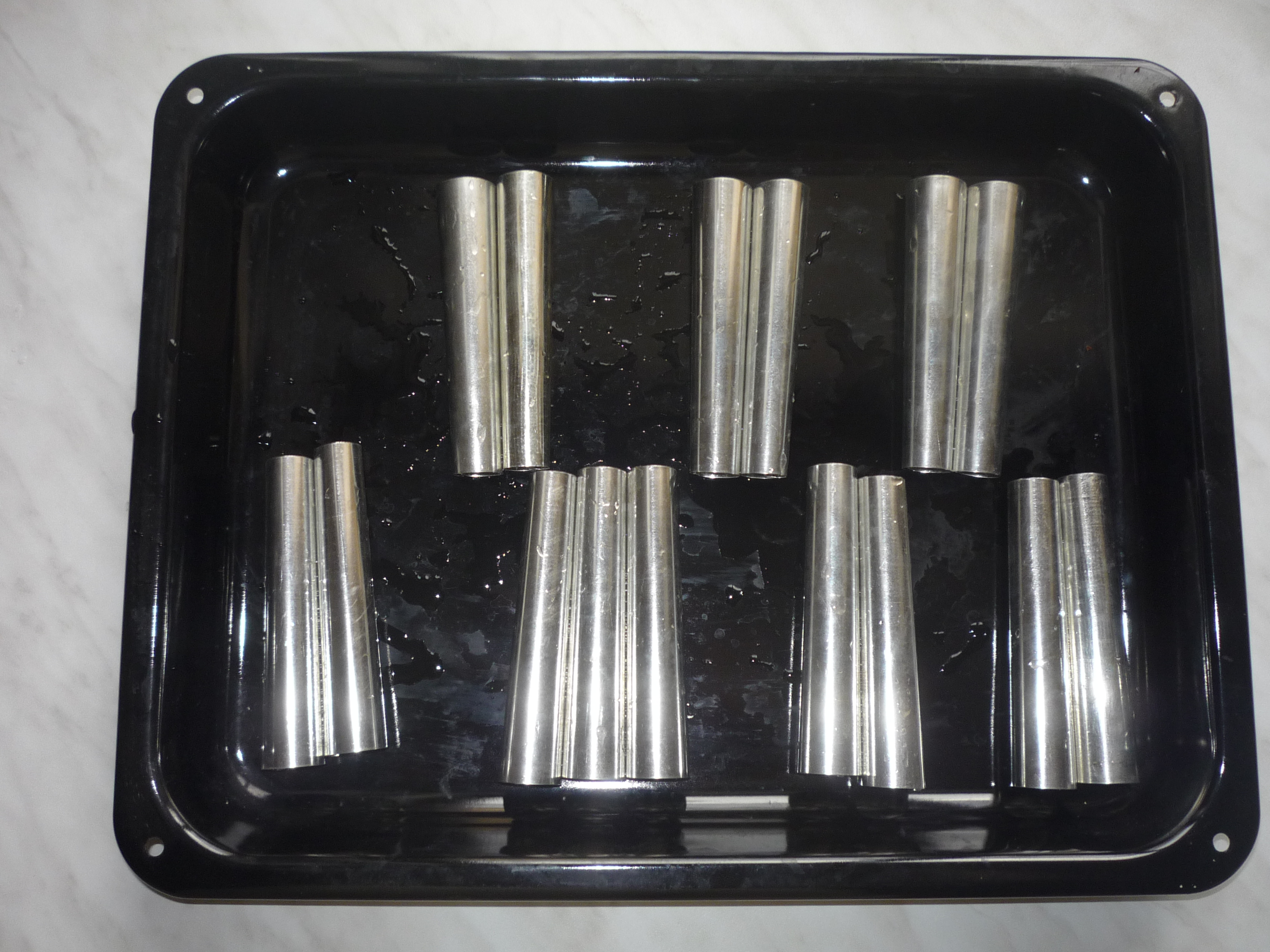
مجموعة من القوالب ذات شكل انبوبي.

يتم صنع شكل القرن عن طريق لف شريحة العجين حول قالب معدني رفيع مخروطي الشكل (Cream Horn Mould). وبعد عملية الخبز تُضاف ملعقة من المربى أو الفاكهة ثم تُحشى المعجنات بالكريمة المخفوقة (القشدة المخفوقة). يمكن أيضًا ترطيب العجينة ورشها بالسكر قبل الخبز للحصول على لمسة نهائية أكثر حلاوة وقرمشة.

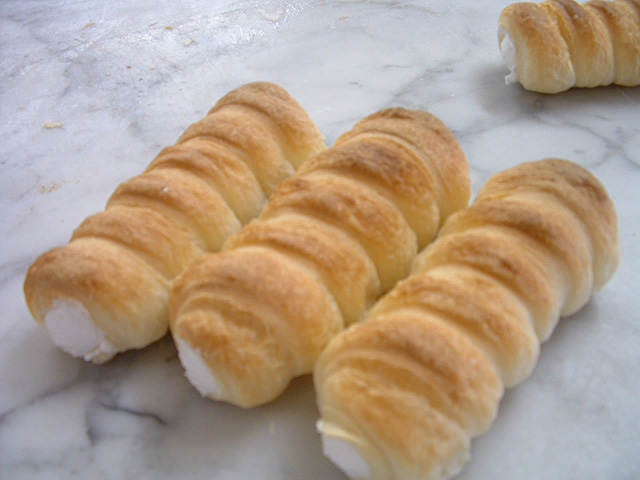
قرن الأسطوانة الرغوية او بما تُعرف بشومرولن النمساوية.

## أسماؤها حول العالم
تُسمى قرن الكريمة في إيطاليا كانونسيني (Cannoncini). وفي سلوفاكية (kornedákia)، وفي اليونان (باليونانية: κορνεδάκια)‏، وفي النمسا شومرولين [الإنجليزية]، وفي بيتسبرغ بنسلفانيا يُطلق عليها اسم سيدة الأقفال (Lady Locks) أو كعك مشابك الغسيل (Clothespin Cookies).